# Salome, Nord
Salomé là một xã ở tỉnh Nord ở miền bắc nước Pháp. Xã này có diện tích 5,25 km², dân số năm 1999 là 2929 người. Xã nằm ở khu vực có độ cao trung bình 35 mét trên mực nước biển. 